# 沈宝基
沈宝基（1908年4月5日—2002年9月1日），原名金铎，笔名沈其。中国文学翻译家。浙江平湖人。1928年毕业于中法大学服尔德学院。1934年获法国里昂大学文学博士学位。同年回国。曾任中法大学、北平艺术专科学校教授。1949年加入中国民主同盟。1951年后，历任中国人民解放军总参谋部干部学校、北京大学、长沙铁道学院教授，中国翻译工作者协会第二届理事。译有〖法〗《贝朗瑞歌曲选》、《巴黎公社诗选》、《罗丹艺术论》、《雨果诗选》。